# 金光薬品
金光薬品株式会社（かなみつやくひん、英: kanamitsuyakuhin Co.Ltd.）は、かつて岡山県南部にドラッグストア「金光薬品」・調剤薬局「金光調剤」のチェーン店を経営していた企業。ウエルシアホールディングスの完全子会社であった。
マスコットキャラでもある3匹の親子亀、「あゆたん」がシンボルマークであった。同社は、隣地の岡山県浅口市金光町に本部を持つ金光教と漢字では同一だが、関係はない。読みも同社は「カナミツ」、金光教および地名は「コンコウ」である。当社には浅口エリアに「金光店」が出店している。

## 沿革
- 1934年（昭和 9年） - 倉敷市で金光薬局創業。
- 1949年（昭和24年） - 金光薬品株式会社設立、岡山駅前店・本社開設。
- 1973年（昭和48年） - 多店舗化スタート。
- 1987年（昭和62年） - ロードサイド型1号店舗・東岡山店オープン。
- 1998年（平成10年） - 調剤主体のドラッグストア型店舗を開設（金光調剤）。
- 2009年（平成21年）- 関西地盤の大手、セガミメディクス（後のココカラファインヘルスケア）と業務提携を開始。
- 2013年（平成25年) - 8月頃より自社運営ポイントカードを廃止してTポイント（Tカード）に切り替えた。
- 2019年（令和元年）6月3日 - ウエルシアホールディングスの子会社となりウエルシアグループ入りした[2]。
- 2022年（令和4年）6月1日 - ウエルシア薬局へ吸収合併され解散[1]。

## 店舗

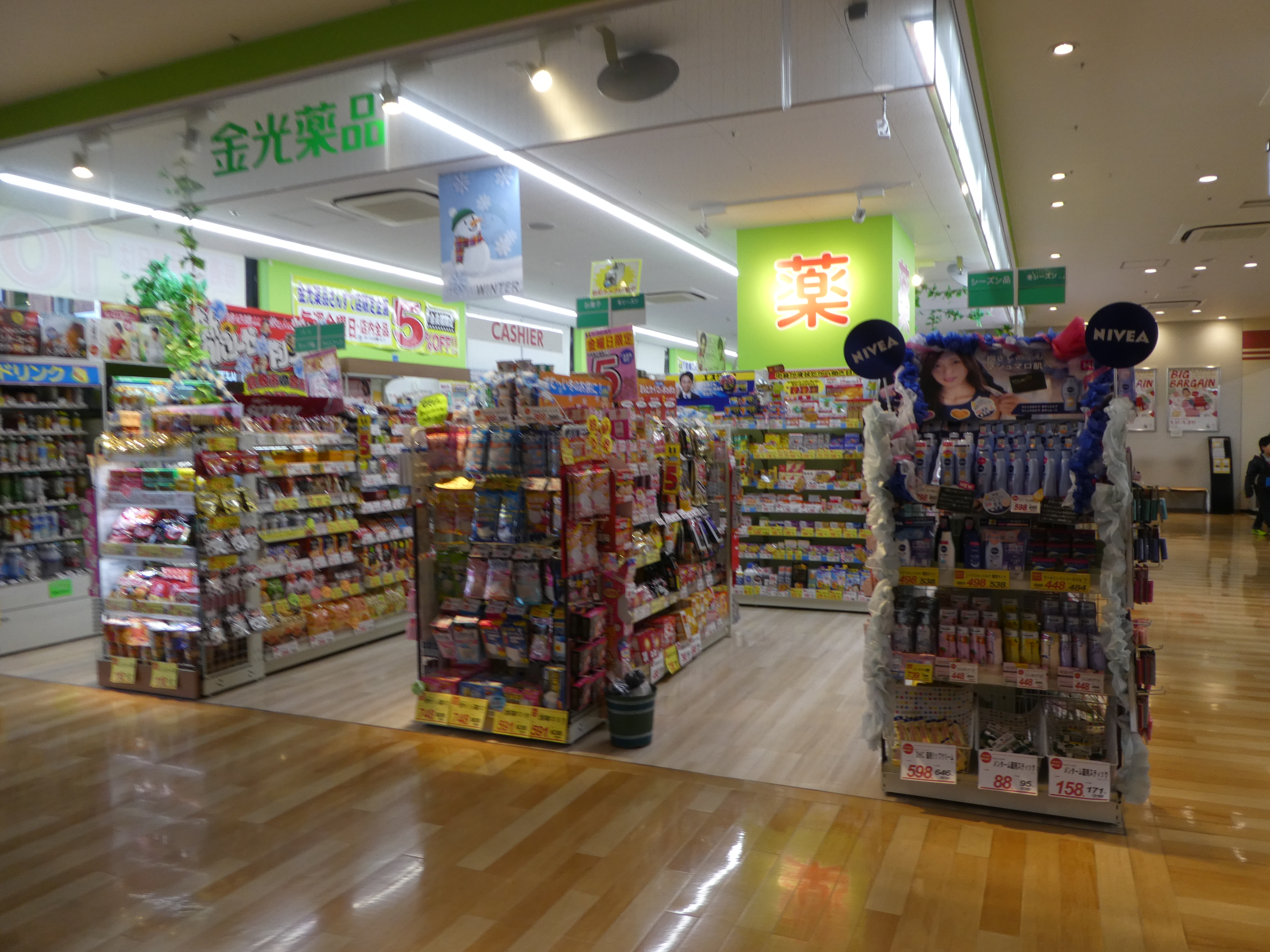
金光薬品サンステ倉敷店

2021年（令和3年）6月時点での店舗数は28店舗（うち、処方箋受付店19店舗）で、エリアごとの店舗数は以下の通り。
- 倉敷エリア:15店舗（うち、処方箋受付店12店舗）
- 岡山エリア:8店舗（うち、処方箋受付店4店舗）
- 瀬戸内エリア:2店舗（全店舗処方箋受付店）
- 浅口エリア:2店舗（うち、処方箋受付店1店舗）
- 玉野エリア:1店舗（処方箋受付店なし）

倉敷エリアでは地域一番店であるなどドミナント方式での店舗展開を行っている一方、岡山エリアでは競合相手のくすりのラブ（マツモトキヨシ中四国販売が運営）やザグザグ（ナチュラルホールディングス傘下ではあるものの、当社と同じハピコムの加盟企業）、ひまわり（2021年12月1日付当社と同じウエルシアホールディングス傘下となる）でに後塵を拝している。